# مظفر إقبال
مُظَفَّر إقبال (من مواليد 12 مايو 1954 في لاهور، البنجاب، باكستان) هو كيميائي باكستاني كندي ورجل دين إسلامي.

## حياته المهنية
إقبال هو الرئيس المؤسس لمركز الإسلام والعلوم في ألبرتا كندا. وهو مؤلف لثلاثة وعشرين كتابا. وهو رئيس تحرير مجلة وجهات نظر إسلامية في العلم والثقافة، اسمها «الإسلام والعلم».
المصنفات المنشورة لإقبال هي عن الإسلام، التصوف، وعلاقتها مع الفكر الغربي.
وظهر إقبال في برنامج التلفزيوني «اسأل الخبراء» لقناة بوبليك برودكاستنغ سيرفيس في عام 2003، ليناقش العلاقة بين العلم والإسلام.
في مقال عن العلوم الإسلامية، في صحيفة نيويورك تايمز اقتبس عن إقبال رأيه بأن العلم الحديث لا يناقش الغرض من الحياة، على عكس العلم الإسلامي. وهو من الداعمين للتصميم الذكي.